# Fraccionamiento el Álamo
Fraccionamiento el Álamo är en ort i Mexiko.   Den ligger i kommunen Celaya och delstaten Guanajuato, i den centrala delen av landet, 220 km nordväst om huvudstaden Mexico City. Fraccionamiento el Álamo ligger 1 748 meter över havet och antalet invånare är 632.
Terrängen runt Fraccionamiento el Álamo är en högslätt. Runt Fraccionamiento el Álamo är det tätbefolkat, med 881 invånare per kvadratkilometer. Närmaste större samhälle är Celaya, 8,9 km öster om Fraccionamiento el Álamo. Trakten runt Fraccionamiento el Álamo består till största delen av jordbruksmark.